# Arrúbal
Arrúbal es un municipio de la comunidad autónoma de La Rioja (España), situado a unos 20 km de Logroño. Su población es de 475 habitantes (2009) y tiene una extensión de 7,35 km². Situada cerca del río Ebro, esta localidad tiene una importante actividad económica ya que en su término municipal se encuentra parte del polígono industrial El Sequero y la central térmica de Arrúbal.

## Geografía
Integrado en la comarca de Rioja Media, se sitúa a 18 kilómetros de Logroño. El término municipal está atravesado por la carretera nacional N-232 en el pK 390 y por una carretera local que sirve de acceso desde la carretera nacional. El relieve del municipio es predominantemente llano al encontrase en pleno valle del Ebro, aunque al sur se encuentra una zona más irregular que supera los 400 metros de altitud. El río Ebro hace de límite municipal por el norte con la provincia de Navarra. La altitud oscila entre los 443 metros al sur y los 330 metros a orilla del Ebro. El pueblo se alza a 357 metros sobre el nivel del mar. 
| Noroeste: Agoncillo | Norte: Mendavia (Navarra) | Noreste: Mendavia (Navarra)  |
| Oeste: Agoncillo    |                           | Este: Agoncillo (exclave)    |
| Suroeste: Agoncillo | Sur: Murillo de Río Leza  | Sureste: Agoncillo (exclave) |

## Historia
Las primeras referencias sobre Arrúbal aparecen en el siglo XI. Sancho Fortúnez, en 1056, donó Agoncillo y su aldea Castellu Rubio (Arrubal) al Monasterio de San Juan de la Peña.
En 1121 obtiene su primer fuero, en él aparece Ortí Ortiz como su dueño.
El obispo de Calahorra asignó a la mesa de su iglesia un tercio de los diezmos de Haluvar en 1200.
En 1378 tras el acceso al trono de Castilla de Enrique de Trastámara, pasó a formar parte del Señorío de Cameros y teniendo como señor a Juan Ramírez de Arellano.
En el año 1812 Arrúbal fue uno de los municipios que se sabe estuvieron presentes en la Convención de Santa Coloma. El comisionado por la localidad fue José Reboiro que también representó a la vecina localidad de Agoncillo. Este suceso tuvo lugar durante la Guerra de la Independencia Española.
Los habitantes de Arrúbal fueron colonos hasta 1942 tanto de las tierras como de las casas, siendo su propietario el marqués de Santillana y duque del Infantado. En esa fecha se inició el acuerdo para comprarle el pueblo, aunque hasta 1965 no se entregaron los títulos de propiedad, veintitrés años más tarde. En paralelo, los colonos solicitaron la segregación de la localidad del municipio de Agoncillo, al que Arrúbal había sido incorporado en 1897, y que obtuvieron en 1952.

## Geografía humana

### Demografía
Cuenta con una población de 565 habitantes (INE 2024).
| Gráfica de evolución demográfica de Arrúbal entre 1842 y 2021 |
| |
| Población de derecho según los censos de población del INE Población de hecho según los censos de población del INEEntre el censo de 1897 y el anterior, este municipio desaparece porque se integra en el municipio 26002 (Agoncillo) Entre el censo de 1960 y el anterior, aparece este municipio porque se segrega del municipio 26002 (Agoncillo) |

## Administración
| Periodo   | Nombre                                                   | Partido                                  |
| --------- | -------------------------------------------------------- | ---------------------------------------- |
| 1979-1983 | David Laguna Verano/Martín Sáenz Palacios                | UCD                                      |
| 1983-1987 | David Laguna Verano/Juan Zorzano Blanco                  | AP / Agrupación Independiente de Arrúbal |
| 1987-1991 | Juan Zorzano Blanco                                      | CDS                                      |
| 1991-1995 | Juan Zorzano Blanco                                      | PR                                       |
| 1995-1999 | Antonio Fernández San Pedro                              | Agrupación Independiente de Arrúbal      |
| 1999-2003 | Antonio Fernández San Pedro                              | PSOE                                     |
| 2003-2007 | Antonio Fernández San Pedro/José Antonio Ascacíbar Sáenz | PSOE                                     |
| 2007-2011 | Mª Nieves San Pedro Balmaseda                            | PSOE                                     |
| 2011-2015 | Mª Nieves San Pedro Balmaseda                            | PSOE                                     |
| 2015-2019 | Mª Nieves San Pedro Balmaseda                            | PSOE                                     |
| 2019-2023 | Mª Nieves San Pedro Balmaseda                            | PSOE                                     |
| 2023-act. | Rubén Sancho Burgos                                      | PSOE                                     |

## Lugares de interés

### Edificios y monumentos

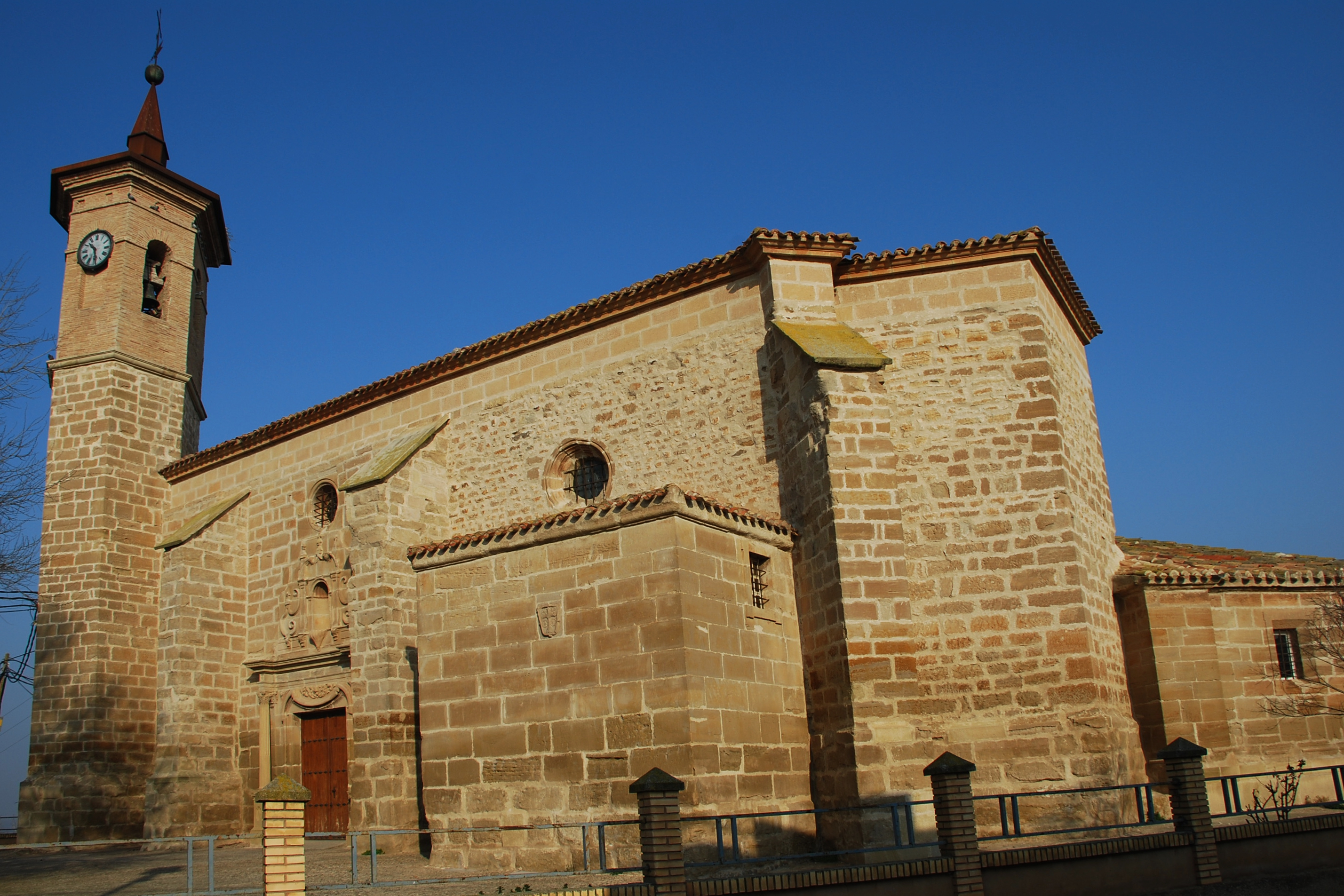
Iglesia de San Salvador.

- Iglesia del Salvador. Construcción de sillería y sillarejo de principios del siglo XVI.

## Fiestas
- 6 de agosto: fiestas patronales en hono a San Justo y San Pastor.
- 15 de mayo: San Isidro.
- 19 de marzo: junto con San José tiene lugar la fiesta de los Quintos.
- 8 de diciembre: Inmaculada Concepción.